# Čabrakovití
Čabrakovití (Ephippidae) jsou čeleď paprskoploutvých ryb.

## Systematika
Za popisnou autoritu čabrakovitých je pokládán nizozemský přírodovědec Pieter Bleeker (1859). Na základě tradiční systematiky spadali čabrakovití do sběrného řádu ostnoploutví (Perciformes), který však s nástupem molekulární fylogenetiky doznal podstatných proměn. Nověji čabrakovití tvoří součást řádu bodloci (Acanthuriformes). V klasifikaci, kterou zveřejnili Betancur-R & kol. (2017), byli čabrakovití zařazeni společně s lesklecovitými (Drepaneidae) do řádu Ephippiformes.
Následující seznam platných recentních rodů je aktuální k 7. červnu 2025 a vychází z Eschmeyer's Catalog of Fishes:
- Chaetodipterus Lacepède, 1802 (= Parephippus Gill, 1861)
- Ephippus Cuvier, 1816 (= Ilarches Cantor, 1849)
- Parapsettus Steindachner, 1875
- Platax Cuvier, 1816
- Proteracanthus Günther, 1859
- Rhinoprenes Munro, 1964
- Tripterodon Playfair, 1867
- Zabidius Whitley, 1930

## Charakteristika

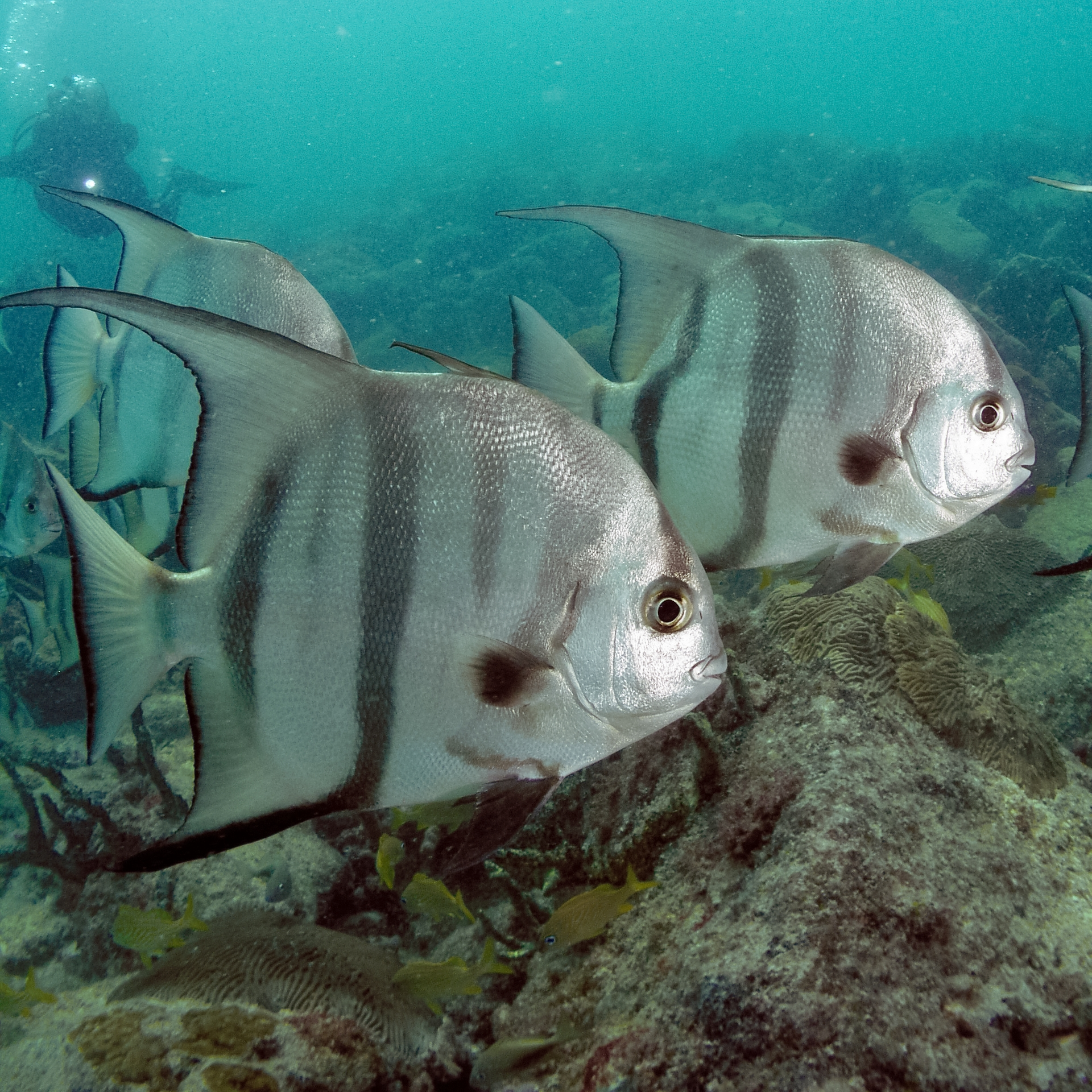
Čabraka atlantská (Chaetodipterus faber)

Čabrakovité charakterizuje nápadně vysoké a zploštělé tělo s taktéž značně vysokými ploutvemi, délka se pohybuje mezi 15–91 cm. Hřbetní ploutev nese 5 nebo 9 trnů a 18–40 měkkých paprsků, řitní ploutev nese 3 trny a 15–28 měkkých paprsků. Počet obratlů činí 24. Ústa jsou nevýrazná, žaberní tyčinky hřebenité.
Čabrakovití žijí v Atlantském, Indickém i Tichém oceánu, někdy pronikají i do brakických vod. Jejich přirozenými biotopy jsou korálové a skalnaté útesy, mangrovníkové bažiny, mořské louky nebo písčitá a suťová dna v mělčinách. Potravu tvoří bentické řasy a bezobratlí. Čabrakovití se mohou pohybovat jednotlivě, anebo v menších či větších skupinách (velikost skupiny může záviset na hloubce). Také tření probíhá buďto čistě v párech, anebo v agregacích, přičemž vajíčka se vyvíjejí v pelagiálu. Mladí jedinci se vyznačují tmavým příčným pruhováním, jež postupně vymizí. V případě ohrožení dokážou složit ploutve k tělu a pasivně se snést ke dnu, připomínajíce list spadlý do vody.

## Význam
Zejména zástupci rodu Platax představují oblíbené akvarijní ryby, problémem je však jejich velmi rychlý růst. Pro chutné maso se loví například čabraka atlantská (Chaetodipterus faber).